# Mietvilla Wasastraße 59 (Radebeul)
Die Mietvilla Wasastraße 59 liegt im Stadtteil Serkowitz der sächsischen Stadt Radebeul. Sie wurde 1899/1900 durch die Baufirma „Gebrüder Ziller“ errichtet.

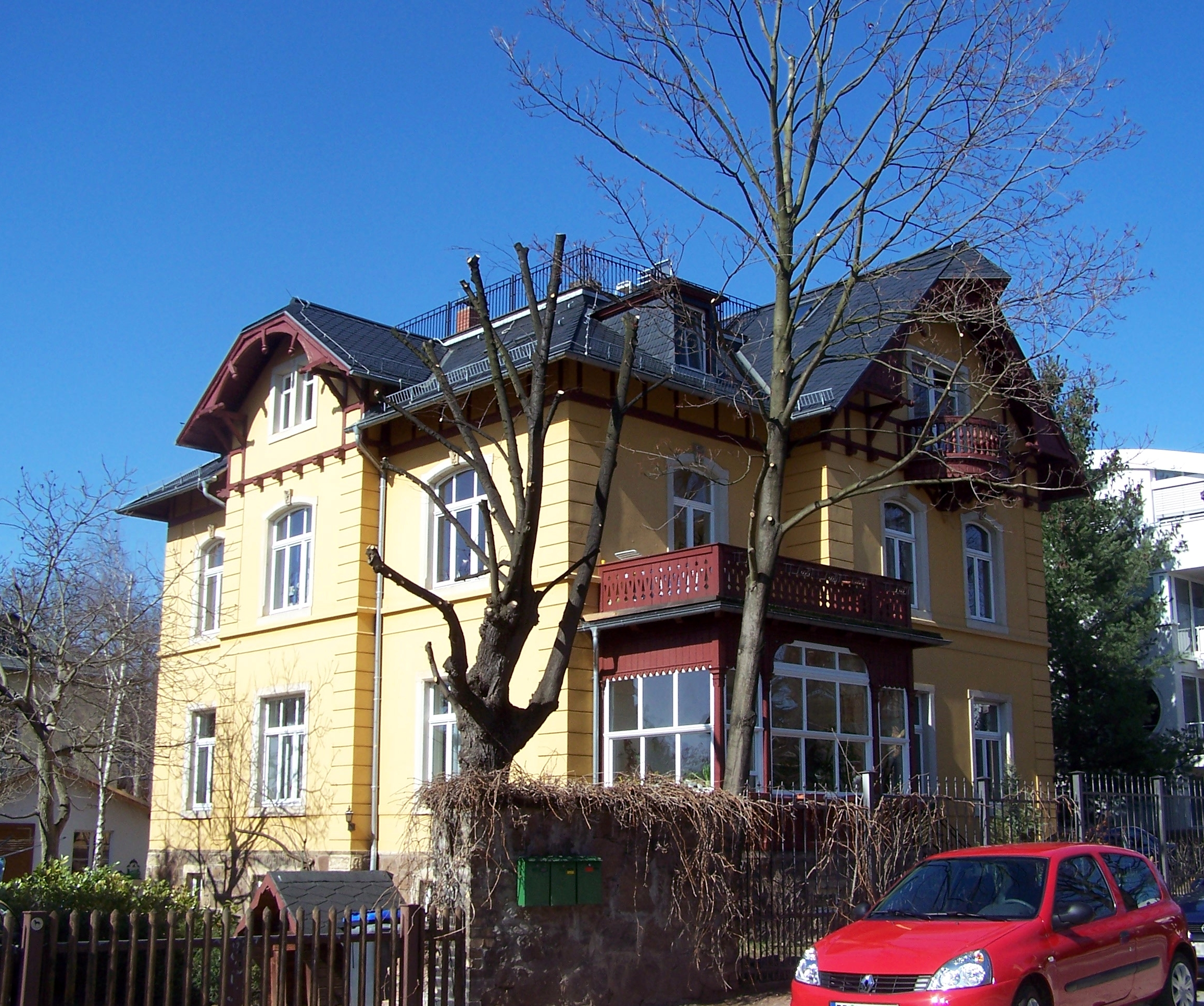
Mietvilla Wasastraße 59

## Beschreibung

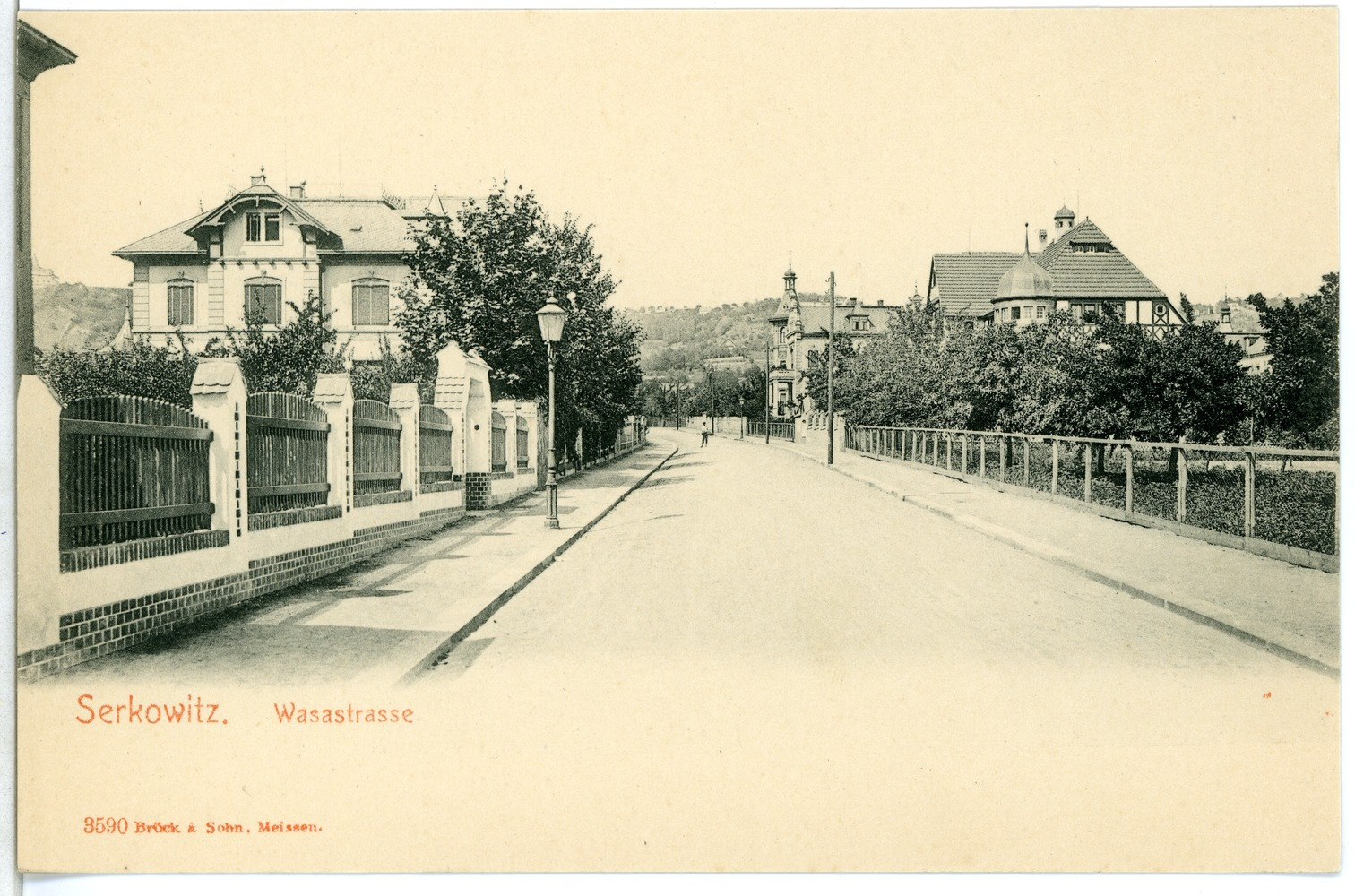
Wasastraße 59 (links), 1903

Die auch als Villa bezeichnete, unter Denkmalschutz stehende Mietvilla ist ein zweigeschossiges Wohnhaus auf einem mit Bruchstein verkleideten, durch Sandstein gefassten  Souterraingeschoss, das 1917 für eine „Hausmannswohnung“ ausgebaut wurde. Auch das abgeplattete, verschieferte Walmdach mit Dachgarten ist ausgebaut. Das Gebäude mit seinem weiten Dachüberstand zeigt Anklänge an den Schweizerstil.
In der Straßenansicht des  Gebäudes steht auf der rechten Seite ein Seitenrisalit mit Satteldach, ergänzt durch ein vorgesetztes „Krüppeldächelchen“ und einen Gesprengegiebel; in diesem wohl ursprünglich verbretterten Giebel befindet sich ein halbrunder Holzbalkon vor einem Koppelfenster mit Tür. Vor der linken Rücklage steht eine hölzerne Veranda mit einem Austritt obenauf.
In den Seitenansichten stehen dreigeschossige Mittelrisalite mit Krüppelwalmgiebeln.
Der Putzbau wird durch Putzbänder und Eckquadraturen sowie in den Giebeln und im Drempel durch Zierfachwerk gegliedert, die Fenster werden durch Sandsteingewände eingefasst. Die Obergeschossfenster sind stichbogig und durch Schlusssteine betont. Die Fenster auf der Südseite des Gebäudes sind stark verbreitert.
Die Mietvilla ist verwandt mit der Mietvilla Dr.-Schmincke-Allee 19, hat jedoch einen erweiterten Grundriss und teilweise „auffallend große Fenster“.